# Walter Dean Burnham
Walter Dean Burnham (* 15. Juni 1930 in Columbus, Ohio; † 4. Oktober 2022 in San Antonio, Texas) war ein Politikwissenschafter und Hochschullehrer an der University of Texas Austin. Er galt als Experte für US-amerikanische Wahlen, speziell für deren statistische Daten.

## Werdegang
Burnham erhielt 1951 den AB an der Johns Hopkins University in Baltimore, Maryland, und den Ph.D. 1963 an der Harvard University. Er lehrte am Massachusetts Institute of Technology und an der Washington University in St. Louis, Missouri, bevor er 1988 nach Austin ging. Burnham wurde 1978 in die American Academy of Arts and Sciences gewählt. Er diente als Vorsitzender der Politics and History Section in der American Political Science Association. 2003 trat er in den Ruhestand.

## Schriften
- Political Immunization and Political Confessionalism. The United States and Weimar Germany, in: Journal of Interdisciplinary History 3 (1972), S. 1–30. online
- Hrsg. mit William Nisbet Chambers: The American party systems: Stages of political development (1975)
- The Current Crisis in American Politics (1982)
- mit Paul Kleppner et al.: The Evolution of American Electoral Systems (Contributions in American History) (1981)
- mit Richard Rose: The appearance and disappearance of the American voter, in: The political economy (1984), S. 112–39.
- Democracy in the Making: American Government and Politics (1986)
- Critical Elections – And the Mainsprings of American Politics (2007) ISBN 978-0393093971
- mit Celia M. Wallhead: Voting in American Elections (2009)